# Assisi
Assisi là một đô thị và cộng đồng (comune) ở tỉnh Perugia trong vùng Umbria nước Ý.
Đô thị Assisi có diện tích 186 ki lô mét vuông, dân số thời điểm năm 31 tháng 5 năm 2005 là 27.186 người.
Đô thị này có các đơn vị dân cư (frazioni) sau: Armenzano, Capodacqua, Castelnuovo, Palazzo, Petrignano, Rivotorto, Santa Maria degli Angeli, San Vitale, Sterpeto, Torchiagina, Tordandrea, Tordibetto, Col d'Erba, Col d'Erba III, Collicello, Passaggio di Assisi, Pian della Pieve, Pieve San Nicolò, Podere Casanova, Ponte Grande, Renaiola, Rocca Sant'Angelo, San Damiano, San Gregorio, San Martino, San Martino Basso, San Presto, Santa Tecla, Tomba, Tombetta, Valecchie
Các đô thị giáp ranh: 